# Кузнецов, Сергей Антонович
Сергей Антонович Кузнецов (23 мая 1929 года, Бухарест,  Румыния — 12 октября 2004 года, Кишинёв, Молдова) — нейрофизиолог, доктор биологических наук, профессор, действительный член Академии экологии Республики Молдовы и Румынии.

## Биография
Родился в городе Бухаресте, Румыния. Отец — Антон Сергеевич Кузнецов, кулинар высшей квалификации. Мать — Екатерина Николаевна Кузнецова (урожденная — Вулпе), домохозяйка.
После окончания Кишинёвского педагогического института (1952) работал преподавателем, старшим преподавателем, ассистентом кафедры физиологии человека педагогического института, заведующим лабораторией электроэнцефалографии Кишинёвского медицинского института (1954—1961).
В 1963 защитил диссертацию на соискание учёной степени кандидата биологических наук по проблеме электрических потенциалов одиночных нейронов моторной зоны коры больших полушарий головного мозга. В 1973 защитил докторскую диссертацию в Академии медицинских наук СССР  (Москва) по проблеме функциональной организации нейронов моторной зоны коры больших полушарий головного мозга.
В Институте зоологии и физиологии  Академии наук Молдавии открыл и руководил лабораториями  биофизики, нейронных системных процессов, диагностики и прогнозирования функционального состояния человека . В научно-исследовательской деятельности считал себя учеником и последователем профессора Зубкова Анатолия Анатольевича  (Кишинёв), профессора  Воронцова Даниила Семёновича   (Киев), академика  Анохина Петра Кузьмича (Москва).

## Научная и педагогическая деятельность
Под  руководством Кузнецова С. А. были подготовлены и защищены 23 кандидатских и 3 докторских диссертаций.
Разработал и получил патент и авторское свидетельство (№ 152578) на изобретение электронной модели нервной клетки, имитирующую деятельность и физиологические свойства нейрона, позволяющую решать задачи управления и создания самообучающейся системы . Обосновал и ввёл в научную терминологию понятие «нейроценоз» -  наименьшие структурно - функциональные единицы моторной зоны коры головного мозга, состоящие из определённой общности нейронов, перерабатывающих входную информацию и формирующих выходную команду, на основании которой реализуется элементарная поведенческая функция.
Создал, апробировал и внедрил комплексные методики диагностики и прогнозирования психофизиологического здоровья человека; социально - экологического мониторинга; выявления и оценки социально-экологических рисков. Организовал и возглавлял Центр спортивной медицины Министерства спорта и туризма и Центр экологии человека при Национальном институте экологии. Указом Президента Республики Молдова (№ 1075 от 07.07. 1999 г.), за особые заслуги в развитии социальной экологии, экологических знаний и подготовку высококвалифицированных специалистов, Кузнецову С. А. было присвоено почётное звание заслуженного деятеля науки Республики Молдова - "Om Emerit" .
В высших учебных заведениях городов Кишинёва, Черновцы, Одессы, Кузнецов С. А. преподавал нормативные курсы: Физиология человека, Нейрофизиология, Психофизиология; специальные курсы: Психофизиология спорта, Психофизиология труда, Психофизиология экстремальных состояний, Биофизика периодических процессов (биоритмология). Кроме академических лекций вёл активную просветительскую деятельность в Обществе «Знание» и на телевидении. Являясь ярким оратором, отлично владеющим русским и молдавским языками, С.А. Кузнецов выступал с научно-популярными лекциями о тайнах мозга, высшей нервной деятельности, паранормальных явлениях человеческой психики.

## Печатные работы
Автор 4 монографий :
- Организация нейронных сетей коры больших полушарий. Москва, Наука, 1974
- Корковая организация двигательной активности организма. Кишинёв, Штиинца, 1979
- Функциональная организация нейронов и нейронных популяций моторной коры. Кишинёв, Штиинца, 1979.
- Нейрональные системные процессы высших моторных центров. Кишинёв, Штиинца, 1980.

Опубликовал более 450 научных работ и 3 научно-популярных книги.

## Звания и награды
- профессор (1976).
- академик Академии Экологии Республики Молдовы (1997).
- академик Академии Экологии Румынии (1999).
- заслуженный деятель науки Республики Молдовы (1999).

## Семья
Жена — Марчелла Григорьевна Кузнецова, урожденная — Моглан (11 апреля 1931 — 25 апреля 2000), учитель биологии, патентовед.
Сыновья:
- Валерий Сергеевич Кузнецов (3 сентября 1953),  кандидат философских наук, доктор психологии h c, профессор, член — корреспондент Русской Православной Академии наук и искусств.
- Сергей Сергеевич Кузнецов (28 апреля 1957), психиатр, кандидат медицинских наук.